# Ljubomyr Huzar
Ljubomyr Huzar (in ucraino Любомир Гузар?; Leopoli, 26 febbraio 1933 – Knjažyči, 31 maggio 2017) è stato un cardinale e arcivescovo maggiore cattolico ucraino.

## Biografia
Nato il 26 febbraio 1933 a Leopoli si è rifugiato poi con i genitori in Austria nel 1944 di fronte all'avanzata dell'Armata Rossa. Nel dopoguerra aveva lavorato tra gli ucraini rifugiati vicino a Salisburgo per poi emigrare negli Stati Uniti nel 1949 con la sua famiglia.
È stato ordinato sacerdote il 30 marzo 1958 e ha terminato gli studi presso la Catholic University of America a Washington DC e la Fordham University a New York . Dopo alcuni anni d'insegnamento, intorno al 1969 è andato a studiare teologia dogmatica alla Pontificia Università Urbaniana a Roma vivendo al monastero dei Monaci studiti ucraini a Grottaferrata, vicino Castel Gandolfo, di cui è diventato superiore nel 1974 e dove è stato consacrato vescovo il 2 aprile 1977. L'ordinazione episcopale ricevette dal Cardinale Josyp Slipyj in assoluto segreto a causa della persecuzione sovietica della Chiesa Greco-Cattolica Ucraina (1946-1989). Dal 1975 fino al 1985 era professore di Teologia Dogmatica presso la Pontificia Università Urbaniana.
Dal 22 febbraio 1996 fino al 25 gennaio 2001 è stato vescovo titolare di Nisa di Licia. È stato nominato vescovo ausiliare di Leopoli il 14 ottobre 1996 per poi divenire arcivescovo maggiore di Leopoli e presidente del Sinodo della Chiesa greco-cattolica ucraina il 26 gennaio 2001. Papa Giovanni Paolo II lo ha innalzato alla dignità cardinalizia nel concistoro del 21 febbraio 2001 conferendogli il titolo di Santa Sofia a Via Boccea. Il 6 dicembre 2004 ha trasferito il titolo di arcivescovo maggiore dalla sede di Leopoli alla sede di Kiev-Halyč.
Il 10 febbraio 2011 papa Benedetto XVI ha accettato la sua rinuncia, presentata per motivi di età, all'incarico di arcivescovo maggiore. Nel contempo ha cessato i suoi incarichi di arcivescovo di Kiev, sede propria dell'arcivescovo maggiore, e di presidente del Sinodo della Chiesa ucraina, ruolo spettante al solo arcivescovo maggiore.
A norma della costituzione apostolica Universi Dominici Gregis, per soli due giorni perde il diritto di entrare nel conclave del 2013, iniziando il 28 febbraio il periodo di sede vacante.
È morto ad 84 anni il 31 maggio 2017 in seguito ad una lunga malattia. I solenni funerali sono stati celebrati il 5 giugno 2017 dal suo successore Svjatoslav Ševčuk. È stato sepolto nella cripta della Cattedrale della Resurrezione a Kiev.

## Genealogia episcopale e successione apostolica
La genealogia episcopale è:
- Patriarca Geremia II Tranos
- Arcivescovo Michal Rahoza
- Arcivescovo Hipacy Pociej
- Arcivescovo Iosif Rucki
- Arcivescovo Antin Selava
- Arcivescovo Havryil Kolenda
- Arcivescovo Kyprian Žochovs'kyj
- Arcivescovo Lev Zaleski
- Arcivescovo Jurij Vynnyc'kyj
- Arcivescovo Luka Lev Kiszka
- Vescovo György Bizánczy
- Vescovo Inocențiu Micu-Klein, O.S.B.M.
- Vescovo Mihály Emánuel Olsavszky, O.S.B.M.
- Vescovo Vasilije Božičković, O.S.B.M.
- Vescovo Grigore Maior, O.S.B.M.
- Vescovo Ioan Bob
- Vescovo Samuel Vulcan
- Vescovo Ioan Lemeni
- Arcivescovo Spyrydon Lytvynovyč
- Arcivescovo Josyf Sembratowicz
- Cardinale Sylwester Sembratowicz
- Arcivescovo Julian Kuiłovskyi
- Arcivescovo Andrej Szeptycki, O.S.B.M.
- Cardinale Josyp Ivanovyč Slipyj
- Cardinale Ljubomyr Huzar, M.S.U.

La successione apostolica è:
- Vescovo Stephan Meniok, C.SS.R. (2002)
- Arcieparca Ihor Voz'njak, C.SS.R. (2002)
- Vescovo Hlib (Borys Sviatoslav) Lonchyna, M.S.U. (2002)
- Vescovo Paul Patrick Chomnycky, O.S.B.M. (2002)
- Vescovo David Motiuk (2002)
- Vescovo Richard Stephen Seminack (2003)
- Arcieparca Volodymyr Vijtyšyn (2003)
- Vescovo Stephen Victor Chmilar (2003)
- Vescovo Vasyl' Ivasjuk (2003)
- Arcivescovo Valdomiro Koubetch, O.S.B.M. (2004)
- Arcivescovo Vasyl' Semenjuk (2004)
- Vescovo Mykola Simkaylo (2005)
- Vescovo Bohdan Dzjurach, C.SS.R. (2006)
- Vescovo John Bura (2006)
- Vescovo Dionisij Ljachovič, O.S.B.M. (2006)
- Vescovo Meron Mazur, O.S.B.M. (2006)
- Vescovo Jaroslav Pryriz, C.SS.R. (2006)
- Vescovo Josaphat Oleh Hovera (2008)
- Vescovo Taras Senkiv, O.M. (2008)